# Armatocereus riomajensis
Armatocereus riomajensis es una especie fanerógama perteneciente a la familia Cactaceae. Es endémica de Sudamérica en Perú donde se encuentra en la provincia de Arequipa en la cuenca del Río Majes. Actualmente se considera un sinónimo de Armatocereus matucanensis. 

## Descripción
Es una planta arbustiva perenne, que crece en forma de árbol con tallos de color verde-gris oscuro  y alcanza un tamaño de hasta 2 metros de altrua. Tiene entre siete y nueve estrechas costillas, con un máximo de 2 centímetros. Las espinas son grises con una punta más oscura. Las uno a cuatro, espinas centrales, a veces retorcidas, tienen una longitud de hasta 12 centímetros. Las 10 a 15 espinas radiales tienen hasta 10 milímetros de largo. Las flores son blancas de 8 a 10 cm de largo. Los frutos de hasta 13 centímetros de largo y con un diámetro de 5 centímetros. 

## Taxonomía
Armatocereus riomajensis fue descrita por Rauh & Backeb. y publicado en Descriptiones Cactacearum Novarum 1: 13, en el año 1956 [1957].
Etimología
Armatocereus: nombre genérico que proviene del latín armatus = "armado" y  cereus = "cirio".
El epíteto de la especie riomajensis se refiere a la distribución de la especie, en el valle del Río Majes en el Perú.
Sinonimia
- Armatocereus ghiesbreghtii[5][6]